# Mohamed Abdelaziz

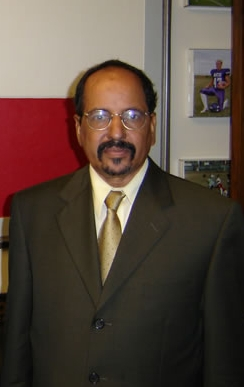
Mohamed Abdelaziz

Mohamed Abdelaziz (arabisch محمد عبد العزيز, DMG Muḥammad ʿAbd al-ʿAzīz; * – nach marokkanischen Angaben – 17. August 1947 in Marrakesch, Marokko oder – nach eigenen Angaben – 1948 in Smara, Spanisch-Sahara; † 31. Mai 2016 in Tindūf, Algerien) war ein Politiker der Frente Polisario in der Westsahara und der erste Präsident der nicht allgemein anerkannten Demokratischen Arabischen Republik Sahara.

## Leben
Abdelaziz entstammte einer saharauischen Beduinenfamilie, deren Mitglieder einem östlichen Unterstamm der Reguibat angehören. Diese zogen in der Sahara zwischen Spanisch-Sahara, Mauretanien, Algerien und dem Süden Marokkos umher. Sein Vater Khelili Mohamed Salem Rguibi war ein marokkanischer Offizier, der für den Verbleib der Westsahara bei Marokko eintrat. Er war ein Mitglied des Königlichen Konsultivrates für Saharaangelegenheiten und war dadurch ein politischer Kontrahent seines Sohnes.
Als junger Student an marokkanischen Universitäten zu Beginn der 1970er Jahre tendierte er zum Sahara-Nationalismus und wurde eines der Gründungsmitglieder der Frente Polisario, der Unabhängigkeitsbewegung in der Westsahara, die 1973 einen bewaffneten Kampf gegen den spanischen Kolonialismus aufnahm.
Ein Jahr nach dem Abschluss seines Studiums in Rabat 1975 wurde Abdelaziz am 30. August 1976 Generalsekretär der Frente Popular de Liberación de Saguía el Hamra y Río de Oro (deutsch etwa „Volksfront zur Befreiung der Saguia el Hamra und des Oro-Flusses“). Er ersetzte Mahfoud Ali Beiba, der den Posten vorübergehend innehatte, nachdem El-Ouali Mustapha Sayed in Mauretanien im Kampf getötet wurde.
Seit Oktober 1982 war er auch Präsident der Demokratischen Arabischen Republik Sahara.
Abdelaziz lebte im Exil in einem Flüchtlingslager in der Provinz Tindūf im Südwesten Algeriens.
Nach Angaben früherer Mitglieder der Polisario wurde Abdelaziz durch Algerien „ausgesucht“, um an der Spitze der Organisation zu stehen, obwohl er nicht zum engen Kreis der Führung gehörte.

## Politisches Profil

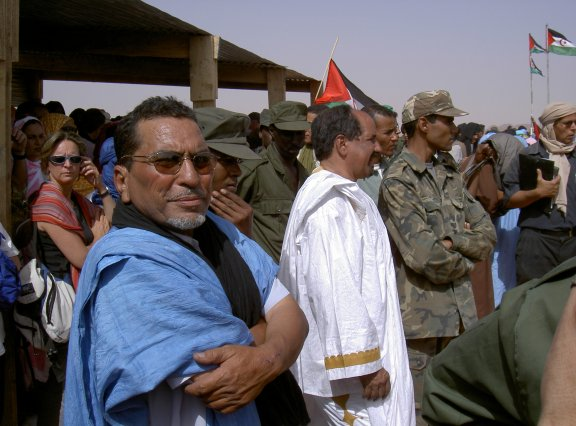
Abdelaziz 2006 in einer weißen traditionellen Derra’a

Abdelaziz wurde als säkularer Nationalist eingeschätzt. Er steuerte in jüngerer Zeit die Polisario und Westsahara vom militärischen zum politischen Kampf. Er unterstützte 2003 den Baker-Plan der Vereinten Nationen. Unter seiner Führung wendete sich die Polisario von ihrer früheren Orientierung an einem arabischen Sozialismus ab, zugunsten einer Einordnung in liberal-demokratische Reihen. Dies drückt sich durch ein Bekenntnis zu einem Mehrparteiensystem und der Marktwirtschaft aus. Abdelaziz suchte die Unterstützung durch die Vereinigten Staaten und die Europäische Union, allerdings mit wenig Erfolg. Im März 2016 besuchte UN-Generalsekretär Ban Ki-moon von der Frente Polisario errichtete Flüchtlingslager und traf mit Abdelaziz zusammen.
Innerhalb der Organisation stand Abdelaziz in der Kritik, weil er Reformen in der Bewegung verhindert und an einem diplomatischen Kurs festgehalten habe, statt den bewaffneten Kampf wiederaufzunehmen. Dieser wird von manchen in der Bewegung favorisiert, weil in den Verhandlungen durch Marokko nur wenige Zugeständnisse erreicht wurden. Die bekannteste Oppositionsgruppe innerhalb der Frente Polisario ist die Chat al-Schahid, die das Vermächtnis von Abdelaziz’ Vorgänger El Ouali wiederherstellen möchte.
Abdelaziz verurteilte den Terrorismus und bestand darauf, dass der Guerillakampf sich nicht gegen Zivilpersonen und deren Eigentum richten darf. Nach den Terroranschlägen in New York City und Washington, Madrid und London übermittelte er den betroffenen Regierungen Beileidsbekundungen. Er tat dies ebenfalls nach den al-Qaida-Anschlägen am 16. Mai 2003 in Casablanca.